# NGC 1884
NGC 1884 — объект Нового общего каталога в созвездии Золотая Рыба. Открыт британским астрономом Джоном Гершелем и упоминается в каталоге как «очень тусклый и довольно протяженный», однако на данных координатах не обнаружено ничего подобного. Если же это существующий объект, то, судя по координатам, он находится в Большом Магеллановом Облаке.